# Live by Request
Chicago Live by Request is een dvd met een live-optreden van de Amerikaanse band Chicago. Live by Request is een programma van de omroep A&E Network waarbij bands op verzoek van hun fans composities live spelen. Het album vermeldt dat dit zonder overleg vooraf plaatsvindt. Gezien de wijze waarop gereageerd wordt lijkt dat niet het geval, die indruk wordt versterkt door het feit dat Chicago dan al langer dan 30 jaar bestaat en diverse wisselingen van samenstelling heeft ondergaan; ze kunnen die composities niet allemaal paraat hebben. Tussen het spelen door, worden ook fragmenten van de verzoeken uitgezonden.

## Musici
worden niet vermeld, maar gezien hun vorige album zullen dat de volgende zijn:
- Walt Parazaider – dwarsfluit en saxofoon;
- Lee Loughnane – trompet;
- James Pankow – trombone;
- Tris Imboden – slagwerk;
- Robert Lamm – toetsen;
- Jason Schiff – basgitaar;
- Keith Rowland, Bill Champlin - gitaar

## Composities
- Beginnings
- Saturday in the park
- Look away
- If You Leave Me Now
- Does anybody really know what time it is?
- 25 or 6 to 4
- Feelin' Stronger Every Day
- Dialogue (part 1+2)
- You're my inspiration
- Questions 67 & 68
- Colour my world
- Make me smile
- Old days
- Free
- Just you'n'me
- Hard to say I'm sorry/Get away